# ویلیام ام. اندرسون
ویلیام ام. اندرسون (انگلیسی: William M. Anderson؛ زادهٔ ۱۲ مارس ۱۹۴۸) یک تدوین‌گر اهل بریتانیا است.

## فیلم‌شناسی
- Money Movers (۱۹۷۸)
- Breaker Morant (۱۹۸۰)
- گالیپولی (۱۹۸۱)
- Puberty Blues (۱۹۸۱)
- سال زندگی خطرناک (۱۹۸۲)
- بخشش‌های محبت‌آمیز (۱۹۸۳)
- Razorback (۱۹۸۴)
- Stanley: Every Home Should Have One (۱۹۸۴)
- پادشاه داوود (۱۹۸۵)
- Big Shots (۱۹۸۷)
- Ollie Hopnoodle's Haven of Bliss (۱۹۸۸)
- ۱۹۶۹ (۱۹۸۸)
- انجمن شاعران مرده (۱۹۸۹)
- گرینگوی پیر (۱۹۸۹)
- کارت سبز (۱۹۹۰)
- شوک به سیستم (۱۹۹۰)
- At Play in the Fields of the Lord (۱۹۹۱)
- فتح بهشت (۱۹۹۲)
- بی‌باک (۱۹۹۳)
- City Slickers II: The Legend of Curly's Gold (۱۹۹۴)
- انگیزه عدالت (۱۹۹۵)
- Down Periscope (۱۹۹۶)
- نمایش ترومن (۱۹۹۸)
- Igby Goes Down (۲۰۰۰)
- مجرم نجیب عادی (۲۰۰۰)
- اگر می‌شد (۲۰۰۴)
- ۴۵. (۲۰۰۵)
- Say It in Russian (۲۰۰۷)
- ترور یک رئیس دبیرستان (۲۰۰۸)
- در حالی که او خارج شده بود (۲۰۰۸)